# Бурзонешть
Бурзонешть, Бурзонешті (рум. Burzonești) — село у повіті Алба в Румунії. Входить до складу комуни Соходол.
Село розташоване на відстані 322 км на північний захід від Бухареста, 54 км на північний захід від Алба-Юлії, 64 км на південний захід від Клуж-Напоки.

## Населення
За даними перепису населення 2002 року у селі проживали 78 осіб, усі — румуни. Усі жителі села рідною мовою назвали румунську.